# روبانو
تقع بلدية روبانو؛ في مقاطعة بادوفا في منطقة فينيتو الإيطالية، تقع على بعد حوالي 40 كيلومتر (25 ميل) غرب البندقية وحوالي 7 كيلومتر (4 ميل) شمال غرب بادوفا. واعتبارًا من تاريخ 31 أغسطس 2021، كان يبلغ عدد سكانها 16631 نسمة ومساحتها 14.6 كيلومتر مربع (5.6 ميل مربع). . 
تحتوي بلدية روبانو على فرازيوني (الفروع، والقرى الرئيسية، والقرى ) السارميولا، بوسكو، وفيلاغاتيرا.
تقع مدينة روبانو على حدود بلديات: Mestrino، Padua، Saccolongo، Selvazzano Dentro، Villafranca Padovana.

## روابط خارجية
- www.rubano.it